# Ermita de Sant Pere Màrtir d'Albocàsser
L'ermita de Sant Pere Màrtir és una ermita i caseria al municipi d'Albocàsser. Se situa en l'antic Camí de Benassal, al municipi d'Albocàsser, a la comarca de l'Alt Maestrat. Va ser construït molt probablement en la segona meitat del segle xv. L'atri va ser afegit posteriorment. Durant el diumenge més proper al 29 d'abril se celebra una romeria. És llistat com a Bé immoble de Rellevància Local.